# Gotha G.VII
Gotha G.VII, hay còn gọi là GL.VII, là một loại máy bay ném bom của Đế quốc Đức trong những tháng cuối cùng của Chiến tranh thế giới I.

## Biến thể
- Mẫu thử Gotha G.VII

## Quốc gia sử dụng
Austria-Hungary
- Không quân Hoàng gia và Đế quốc Áo-Hung

 Tiệp Khắc
- Không quân Tiệp Khắc

 Đức
- Luftstreitkrafte

 Ukraina
- Không quân Ukraina

## Tính năng kỹ chiến thuật (Gotha G.VII)
Dữ liệu lấy từ Gray, Peter & Thetford, Owen. "German Aircraft of the First World War". London, Putnam. ISBN 0-370-00103-6
Đặc điểm tổng quát
- Kíp lái: 3
- Chiều dài: 9.63 m (31 ft 7-1/8 in)
- Sải cánh: 19.27 m (63 ft 2-3/4 in)
- Chiều cao: 3.51 m (11 ft 6 in)
- Diện tích cánh: 63.8 m2 (689 ft2)
- Trọng lượng rỗng: 2.419 kg (5.333 lb)
- Trọng lượng có tải: 3.139 kg (6.920 lb)
- Powerplant: 2 × Mercedes D.IVa, 194 kW (260 hp) mỗi chiêc

Hiệu suất bay
- Vận tốc cực đại: 180 km/h (112,3 mph)
- Tầm bay: 540 km (340 dặm)
- Thời gian bay: 3 giờ
- Trần bay: 7.000 m (23.000 ft)
- Vận tốc lên cao: 2,63 m/s (518 ft/phút)

Vũ khí trang bị
- 1 × súng máy Parabellum 7,92 mm (.312 in)